# Ниссен, Сёрен
Сёрен Ниссен (дат. Søren Nissen, род. 14 декабря 1984, Копенгаген) — датский (с декабря 2017 люксембургский) профессиональный велогонщик, восьмикратный чемпион Люксембурга по маунтинбайку и велокроссу.

## Карьера
Сёрен Ниссен начал свою карьеру в 2006 году в люксембургской команде Differdange-Apiflo Vacances. В свой первый сезон он выиграл третий этап Тура Словакии, где также финишировал четвёртым в общем зачёте.
В 2007 году Ниссен выиграл однодневную гонку Grand Prix Demy-Cars.
С 2008 по 2009 годы он выступал за итальянскую континентальную команду Amore & Vita-McDonald's.
С 2010 года он переключил своё внимание на маунтинбайк, а затем на велокросс.
В 2017 году он выиграл соревнования по кросс-кантри на Играх малых государств Европы, проходивших в Сан-Марино. В декабре того же года он стал натурализованным люксембуржцем.

### Достижения

#### Шоссе
2001
Int. 3-etappen Juniors:
7-й на 1-м этапе
8-й в общем зачёте
Гран-при генерала Паттона
8-й на 1-м этапе
2-й на 2-м этапе
6-й в общем зачёте
2006
Тур Словакии:
3-й этап
4-й в общем зачёте
2007
Тур Эльзаса:
7-й на 1-м этапе
49-й в общем зачёте
GP Demy-Cars
Джиро дель Фриули-Венеция-Джулия:
18-й в общем зачёте
6-й на 5-м этапе
Альп Изер Тур:
10-й на 3-м этапе
29-й в общем зачёте
2008
Тур Боса:
6-й на 3-м этапе
10-й в общем зачёте
Джиро делла Реджо-ди-Калабрия:
6-й на 2-м этапе
4-й в общем зачёте

#### Маунтинбайк
2010
7-й на Shimanoliga.Dk, Рольд-Сков
2011
2-й на MTBliga.dk, Орхус
2012
8-й на Alpentour Trophy
3-й на Чемпионате Дании, XCM
Марафонская серия UCI MTB:
2-й на Roc Laissagais
8-й на Val di Fassa Bike
2013
Марафонская серия UCI MTB:
8-й на Südtirol Dolomiti Superbike
2-й на Südtirol Sellaronda HERO — XCM
 Чемпионат Дании, XCM
2014
Марафонская серия UCI MTB, Roc des Ardennes
8-й на Andalucía Bike Race
2015
Belgian Mountainbike challenge
2-й на Crocodile Trophy
 Чемпионат Дании, XCM
Марафонская серия UCI MTB, Roc des Ardennes
2016
Марафонская серия UCI MTB:
2-й на La forestiere
4-й на M³ Montafon Mountainbike Marathon
Roc d’Ardenne
2017
2-й на Belgian Mountainbike Challenge (BeMC)
2-й на Club La Santa 4 Stage MTB Lanzarote
6-й на Чемпионате Дании, XCM
Игры малых государств Европы
5-й на Марафонской серии UCI MTB, M³ Montafon Mountainbike Marathon
2018
Belgian Mountainbike Challenge (BeMC)
Чемпионат Люксембурга:
, XCM
, XCO
2-й на Club La Santa 4 Stage MTB Lanzarote
3-й на Crocodile Trophy
7-й на Ischgl Ironbike Stage Race
Марафонская серия UCI MTB:
5-й на M³ Montafon Mountainbike Marathon
3-й на Roc d’Ardenne
2019
Чемпионат Люксембурга:
, XCM
, XCO
Rocky Mountain BIKE Marathon
Марафонская серия UCI MTB:
Bike Maraton Jelenia Góra
6-й на Cambrils
6-й на International MTB Marathon Malevil Cup
2-й на Roc Laissagais
2020
 Чемпионат Люксембурга, XCO
5-й на Momentum Health Tankwa Trek presented by Biogen
2021
3-й на Swiss Epic
Club La Santa 4 Stage MTB Lanzarote
4-й на Mitas 4 Islands MTB Stage Race
2022
Чемпионат Люксембурга:
, XCM
, XCO
7-й на Scott Bike Marathon

#### Велокросс
2014
7-й на Grand-Prix GEBA Differdange
2015
2-й на Чемпионате Дании
2016
7-й на Чемпионате Дании
2018
 Чемпионат Люксембурга
2019
7-й на Grand Prix Garage Collé Pétange
7-й на Чемпионате Люксембурга
2020
5-й на Чемпионате Люксембурга

### Видео
- Чемпион Люксембурга Сёрен Ниссен об отмене в последнюю минуту южноафриканской гонки Cape Epic, 2020 на YouTube (датск.)
- Интервью с Сёреном Ниссеном на 20-м MTB-марафоне CANYON Rhein Hunsrück 2019 на YouTube (датск.)
- Знакомство с CTRL® XC профессиональным маунтинбайкером, Сёреном Ниссеном, 2019 на YouTube (датск.)
- 4-этапная гонка MTB - интервью с Сёреном Ниссеном, 2019 на YouTube (англ.)
- Søren Nissen Skaidi Xtreme, 2018 на YouTube (датск.)
- Финиш Сёрена Ниссена, 2018 на YouTube (датск.)
- Luís Leão Pinto and Soren Nissen HORSE POWER, 2017 на YouTube (англ.)
- Brasil Ride 2017: финиш на этапе, Луис Леао и Сёрен Ниссен на YouTube (порт.)
- Интервью с Сореном Ниссеном о его первом месте на гонке Hel van Groesbeek 2017 105 км на YouTube (датск.)
- Сёрен Ниссен о своем BeMC 2016 и Национальных соревнованиях Дании, 2016 на YouTube (англ.)
- Birkebeinerrittet 2015: Сёрен Ниссен ан 2-м месте на YouTube (датск.)
- Sören Nissen (ROC Marathon Houffalize 2015) на YouTube (англ.)